# Списак миленијума
Ово је списак свих чланака на Википедији о миленијумима:

## Прошли

### Пре нове ере
- 11. миленијум п. н. е.
- 10. миленијум п. н. е.
- 9. миленијум п. н. е.
- 8. миленијум п. н. е.
- 7. миленијум п. н. е.
- 6. миленијум п. н. е.
- 5. миленијум п. н. е.
- 4. миленијум п. н. е.
- 3. миленијум п. н. е.
- 2. миленијум п. н. е.
- 1. миленијум п. н. е.

### Нове ере
- 1. миленијум
- 2. миленијум

## Будући
- 3. миленијум (тренутни миленијум)
- 4. миленијум
- 5. миленијум
- 6. миленијум
- 7. миленијум
- 8. миленијум
- 9. миленијум
- 10. миленијум